# Björn Bach
Björn Bach, född den 21 juni 1976 i Magdeburg, Tyskland, är en tysk kanotist.
Han tog OS-silver i K-4 1000 meteri samband med de olympiska kanottävlingarna 2000 i Sydney.
Han tog OS-silver igen på samma distans i samband med de olympiska kanottävlingarna 2004 i Aten.